# العلاقات المغربية الصينية
تشير العلاقات المغربية الصينية إلى العلاقات التنائية بين المملكة المغربية وجمهورية الصين الشعبية. ينخرط المغرب والصين، المرتبطان بعلاقات تاريخية ما فتئت تتعزز على مر السنوات، بشكل كامل في تطوير التعاون جنوب-جنوب والشراكة المربحة للطرفين، باعتبارهما محركي السياسات الإفريقية للبلدين.

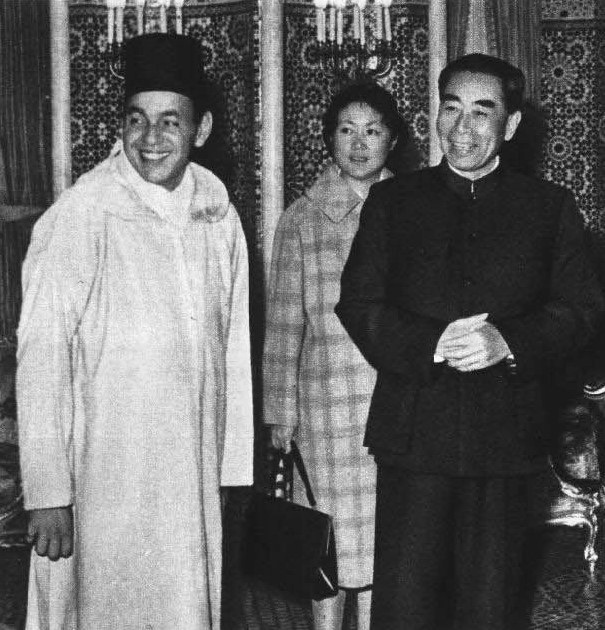
الحسن الثاني وزو إنلاي عام 1964.

فالبلدان المتشبثان بشكل كامل والمنخرطان لفائدة تطوير إفريقيا وتعزيز العلاقات الثنائية والمتعددة الأطراف القائمة على المساواة في التعامل ومبادئ الامتيازات المتبادلة والتنمية المشتركة، لا يسعهما سوى الافتخار بالمراحل التي تم اجتيازها عن طريق تعزيز التعاون جنوب-جنوب، والنتائج الملموسة التي تحققت والأهداف المنجزة.
فالمغرب والصين، ووعيا منهما بأن إفريقيا تستحق اليوم، شراكات للتعاون المنصف، أكثر من حاجتها لعلاقات مختلة التوازن يصحبها دعم مشروط.
هذا الواقع يتجسد من خلال تطور وتنوع الشراكات التي تجمع المغرب بعدد من البلدان الإفريقية، والتي تهم التنمية البشرية ومختلف المجالات الاجتماعية والاقتصادية والدينية.

## العلاقات التجارية والاقتصادية
منذ اعتلاء الملك محمد السادس للعرش، أعطى لإفريقيا اهتماما خاصا لكون هذه القارة تشكل امتدادا طبيعيا وجيواستراتيجيا للمغرب من وجهة نظر سياسية واقتصادية وروحية.
وبفضل هذا الالتزام الموصول للملك والأهمية التي يوليها لإفريقيا، أرسى المغرب عددا كبيرا من الشراكات مع العديد من البلدان الإفريقية بهدف جعل مفهوم التعاون جنوب-جنوب أكثر مصداقية. خاصة وأن المغرب أأصبح أول مستثمر  في غرب إفريقيا والثاني على مستوى القارة.
ففي 2015، بلغ حجم المبادلات التجارية بين الصين وأفريقيا 300 مليار دولار، في الوقت الذي لم تتجاوز فيه 220 مليار دولار في 2014.
وتنعكس التوافقات في السياسة الإفريقية لكل من المغرب والصين، أيضا من خلال خطابي الملك محمد السادس والرئيس الصيني شي جين بينغ إلى المشاركين في أشغال قمة منتدى التعاون الصيني الإفريقي الذي انعقد يومي 4 و5 دجنبر من العام 2015 في جوهانسبورغ بجنوب إفريقيا.
وكان الملك محمد السادس قد أوضح في رسالته أنه «وعلاوة على هذه الشراكات الثنائية، سيواصل المغرب مشاطرة الصين التجربة التي راكمها، والخبرة التي اكتسبها، وذلك في سبيل تحقيق تعاون ثلاثي مع كل من الصين وأفريقيا غني ومتنوع، على أساس شراكة مربحة لكل الأطراف» مع الصين.
وسجل جلالته، من جانب آخر، «فلا يسعنا إلا أن نشعر بالاعتزاز بما حققه منتدى التعاون الصيني الإفريقي من نتائج بعد خمس عشرة سنة من التعاون المثمر والشراكة الاستراتيجية الناجحة. وقد بلغ هذا المنتدى درجة من النضج تخوله المرور لمرحلة أكثر تقدما وعمقا من أجل مواكبة التغيرات الكبرى والتحديات الجسيمة التي يعرفها العالم اليوم».
من جهته، كان الرئيس الصيني شي جين بينغ قد أكد رغبة بلاده في البقاء وفية لمبدأ «الجدية والبراغماتية والصداقة والصراحة» إزاء إفريقيا والتصور العادل للعدالة والمصالح والعمل يدا في يد مع الأصدقاء الأفارقة من أجل فتح عهد جديد من التعاون المربح للطرفين والتنمية المشتركة.
واقترح أيضا، بالمناسبة، رفع الشراكة الاستراتيجية الصينية الإفريقية إلى مستوى شراكة التعاون الاستراتيجي الشمولي وتعزيز وتدعيم «الركائز الخمس» المتمثلة في المساواة والثقة المتبادلة على المستوى السياسي، والتعاون المربح للطرفين على المستوى الاقتصادي، والمبادلات على المستوى الثقافي، والتضامن والمواكبة المتبادلة على الصعيد الأمني، والتعاون والتنسيق في الشؤون الدولية.
وحري بالتذكير في هذا السياق، باحتضان المغرب في أبريل من العام 2015 للمنتدى الأول للصداقة المغربية الصينية، الذي دعا إلى تعزيز الشراكة الاستراتيجية وتدعيم التعاون جنوب-جنوب.
وفي مداخلته خلال هذا المنتدى، كان وزير الاتصال الناطق الرسمي باسم الحكومة، مصطفى الخلفي، أبرز أن هذا المنتدى، الأول من نوعه، يعكس إرادة المجتمع المدني ترجمة توجيهات الملك محمد السادس المتضمنة في الخطاب الموجه إلى المنتدى ال15 للتعاون الصيني-الإفريقي في جوهانسبورغ، الذي مكن من تجسيد توجه الصين نحو بناء شراكة متينة في إطار التعاون جنوب-جنوب.
وكانت قد عرفت العلاقات بين المغرب والصين دينامية نوعية خلال السنوات الأخيرة، بفضل شراكة استثنائية وشمولية تغطي كافة الميادين، وكذا علاقات الأخوة والصداقة التي تجمع قائدي البلدين، الملك محمد السادس والرئيس الصيني شي جين بينغ.
بتاريخ 23 يناير 2024، ونظرا لمتانة العلاقات المتميزة بين البلدين، أعلنت المجموعة الصناعية الصينية أيلون المتخصصة في تصنيع الجيل الجديد من شفرات توربينات الرياح عن الإطلاق الفعلي لمشروعها الاستثماري بمدينة الناظور (المغرب)؛ بحيث يعتبر هذا المشروع واحدا من المشاريع الأولى التي تمت المصادقة عليها من طرف اللجنة الوطنية للاستثمارات، المحدثة بموجب ميثاق الاستثمار الجديد، الذي دخل حيز التنفيذ منذ مارس 2023.
تعتبر هذه المنشأة الجديدة الأكبر من نوعها في المنطقة الأورو- إفريقية، مع استثمار قدره 220 مليون أورو، وستمكن من إحداث 3300 منصب شغل في الجهة، وكذا المساهمة في التنمية الاقتصادية بالناظور والمنظومة الصناعية للطاقة الوطنية وكذا تلبية الاحتياجات المتزايدة لصناعة طاقة الرياح في مختلف أنحاء العالم.
- 20 مارس 2025، استثمار صيني ضخم بالمغرب سيوفر أكثر من8500 منصب شغل في قطاع النسيج من خلال إحداث وحدتين انتاجيتين بكل من فاس والصخيرات حيث تم التوقيع اليوم على اتفاقية استثمارية بقيمة2.3 مليار درهم بين الحكومة المغربية و المجموعة الصينية "Sunrise Group". [8] [9] [10] [11] [12]

- 24 ماري 2024، اعلنت امس المجموعة الصينية "huawei technologies co. Ltd"في بلاغ لها انها بصدد إحداث قاعدة إنتاجية بالمغرب ستركز على إنتاج وبيع قطع غيار السيارات وذلك بقيمة استثمارية إجمالية تصل إلى 30 مليون يورو. [13] [14] [15]